# Kaholmene
Nordre Kaholmen et Søndre Kaholmen sont deux îlots de la commune de Frogn,  dans le comté d'Akershus en Norvège.

## Description
L'île de 5,6 km2 est située dans le détroit de Drøbak dans l'Oslofjord intérieur. Elle est située au sud-ouest de la pointe sud de Håøya.
Søndre et Nordre Kaholmen sont deux petites îles de détroit de Drøbak dans l'Oslofjord intérieur. Les deux îles sont séparés par un détroit étroit et peu profond, avec un pont dessus. 
Les îles sont connues pour la présence de la forteresse d'Oscarsborg qui est maintenant un musée et le naufrage du cuirassé allemand Blücher le 9 avril 1940. Sur le côté ouest de Nordre Kaholmen, il y a maintenant un port d'accueil confortable.

## Galerie

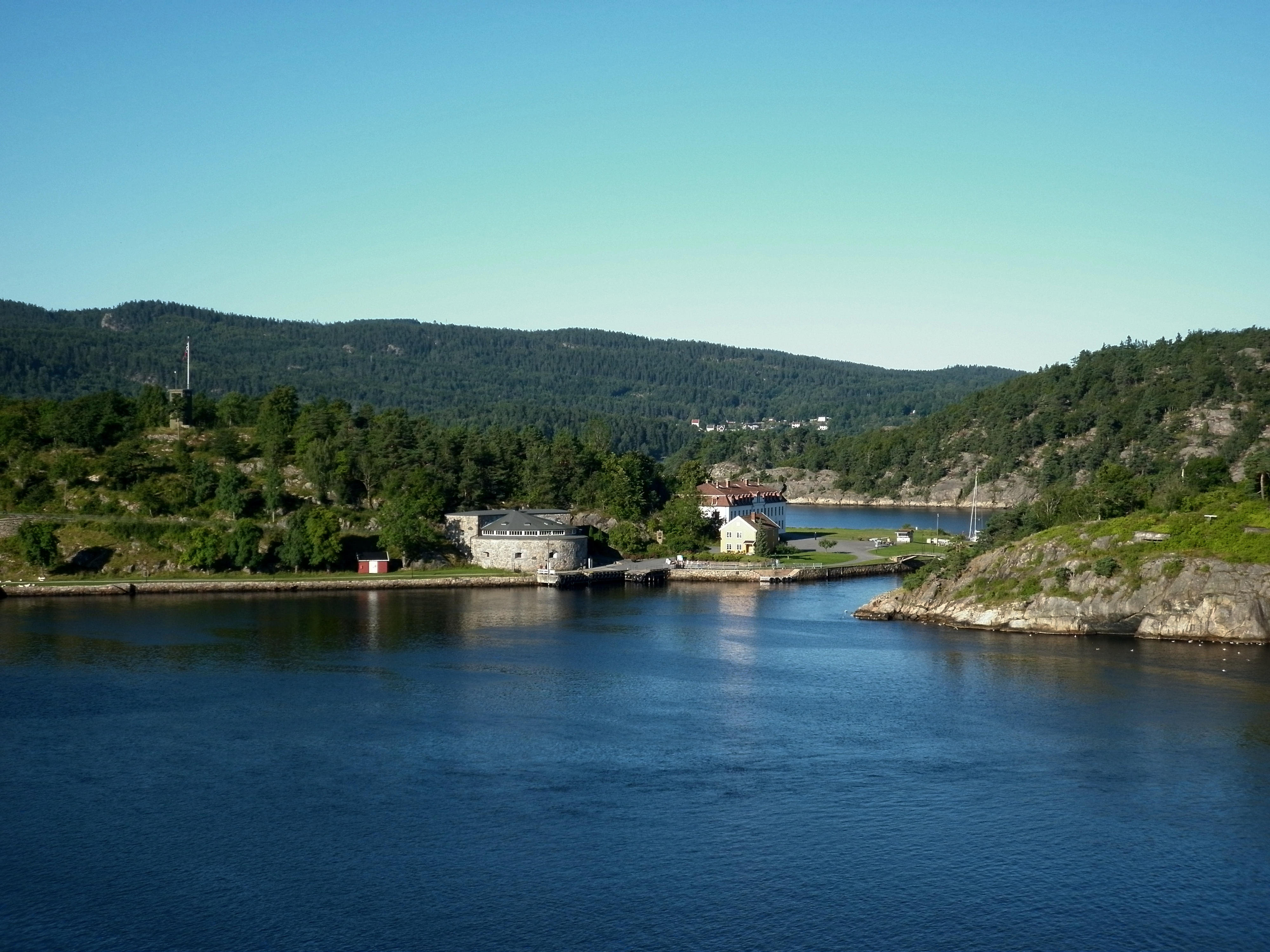
Forteresse
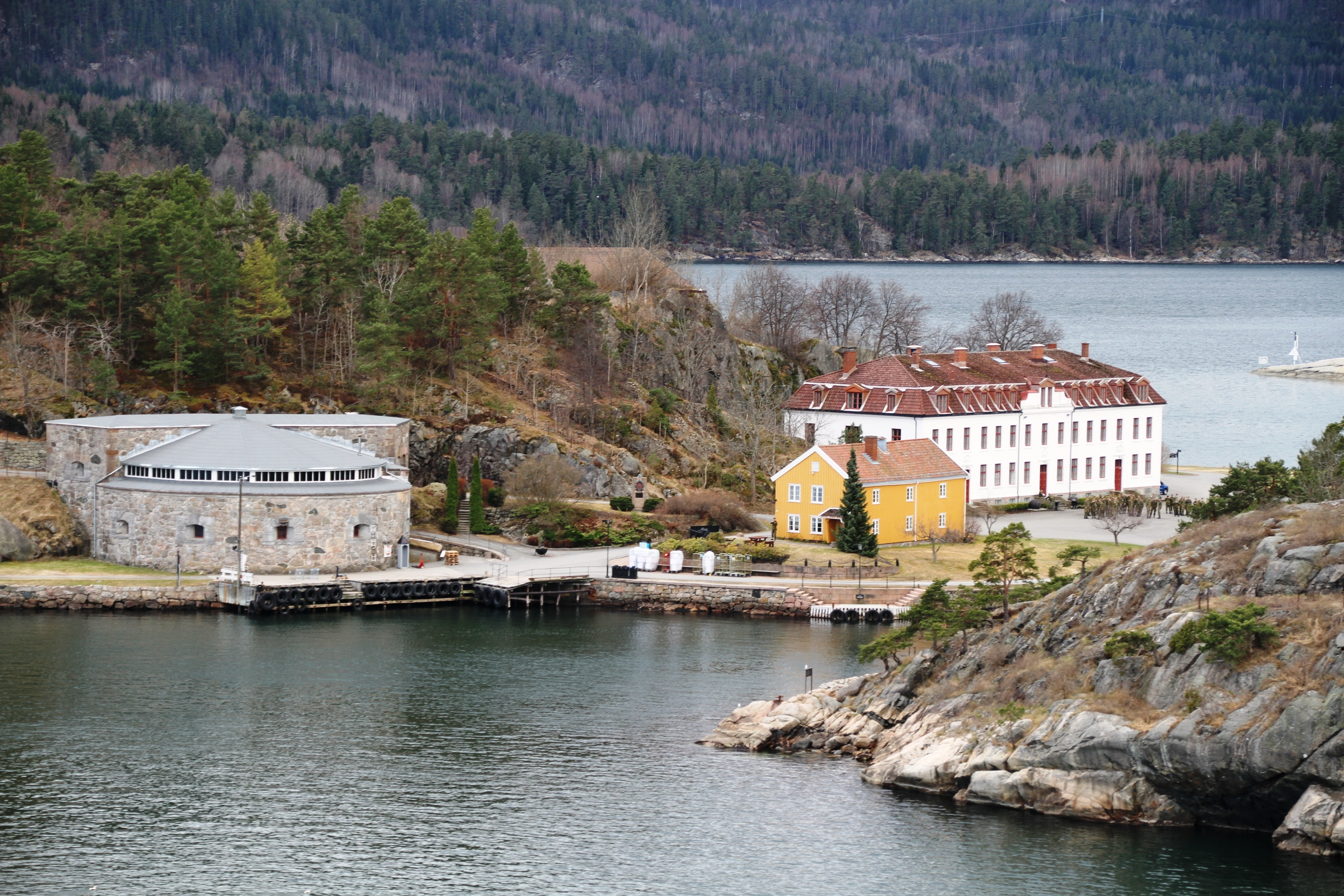
Forteresse
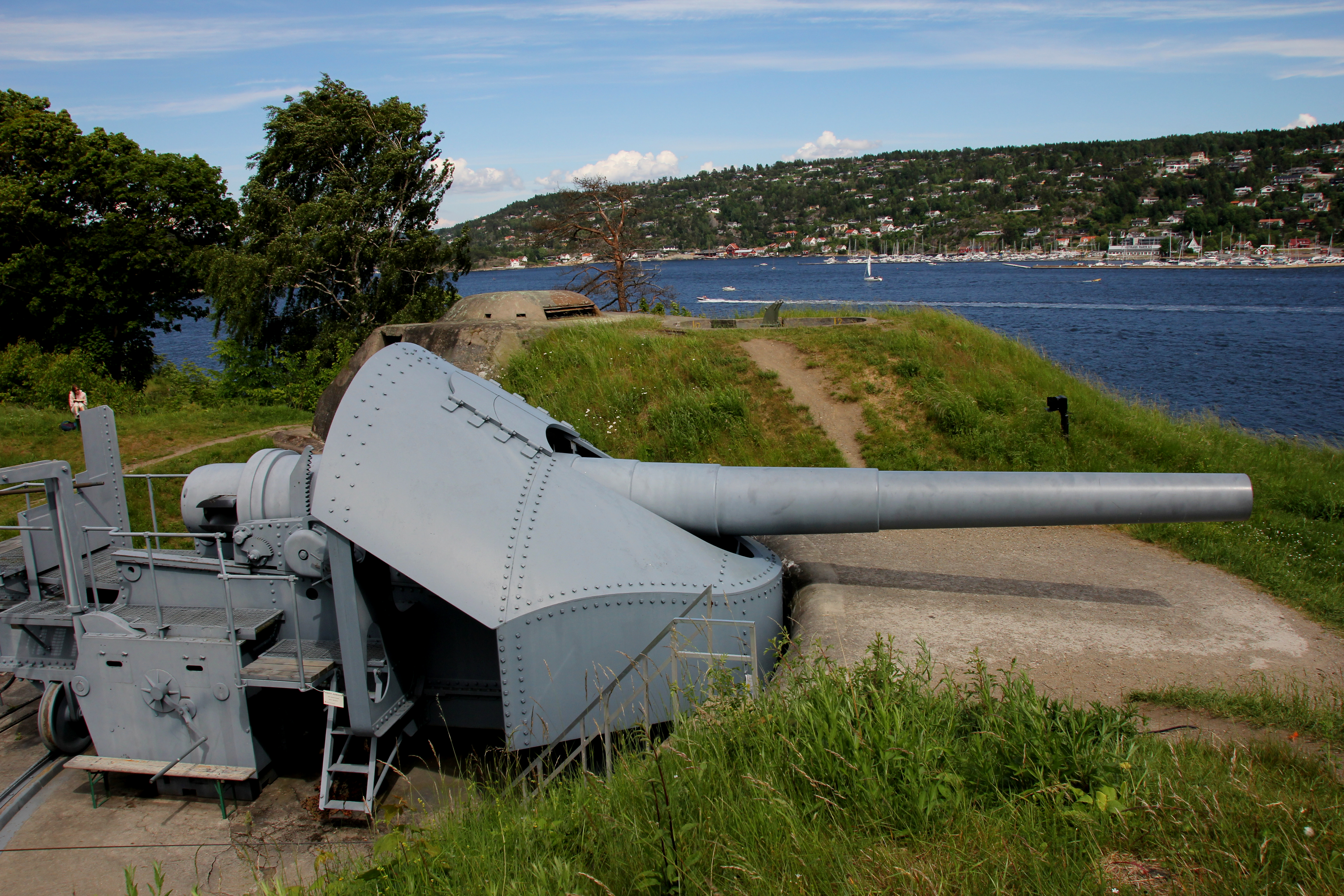
Canon Krupp de 280 mm
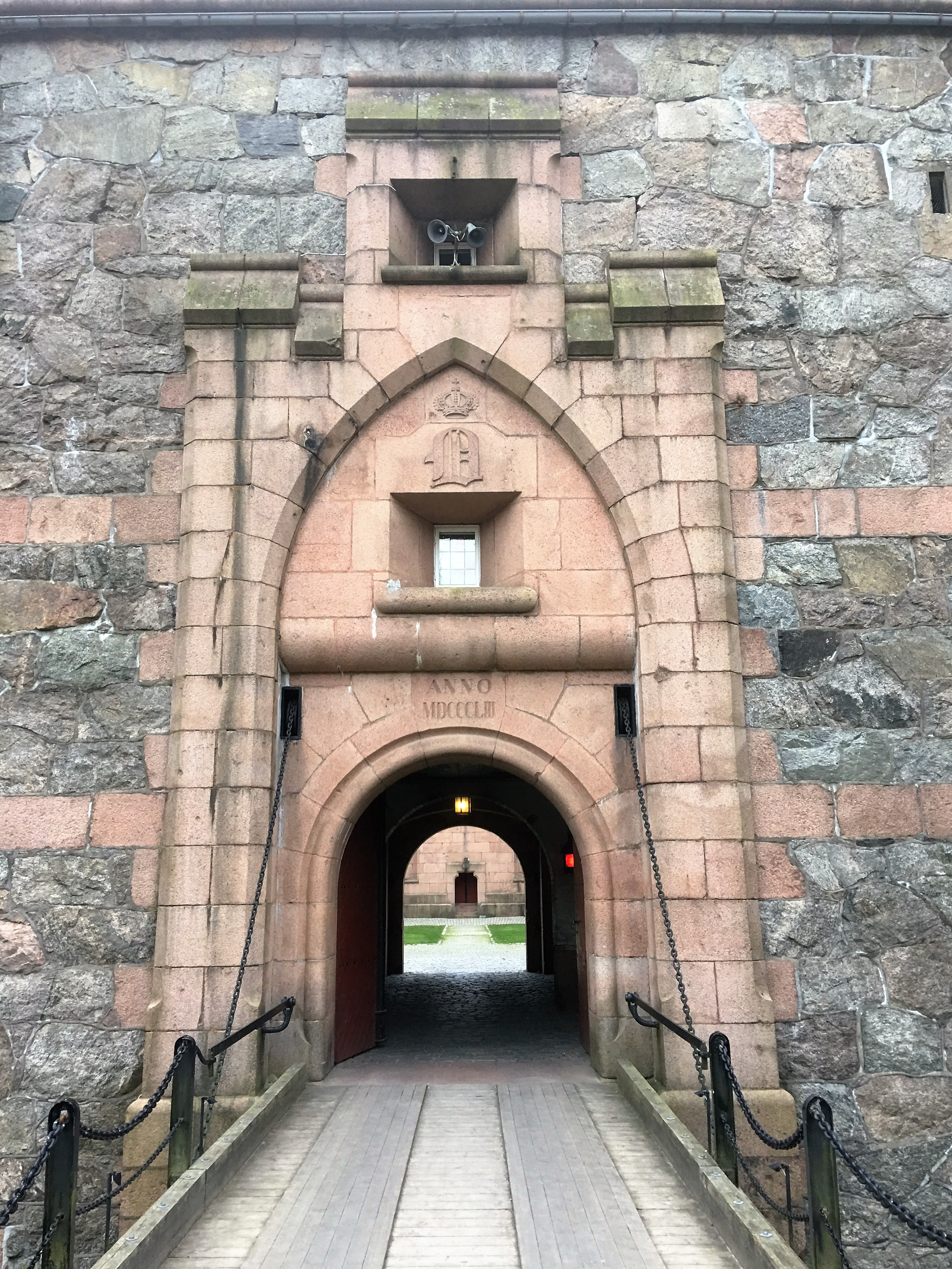
Entrée du fort